# Ovatio
Ovatio (latinsk fra det andet latinske ord ovare: at glæde sig) var en mindre form af den traditionelle romerske triumf. Oprindelsen af det danske ord ovation kommer fra dette latinske ord.
Ovatio blev i antikkens Rom givet, når der ikke blev erklæret krig med fjender på ét niveau svarende til nation eller stat. Eksempelvis når en fjende blev betragtet som grundlæggende ringere (f.eks. slaver eller pirater), eller når den generelle konflikt blev løst med ringe eller ingen fare for selve hæren. Ovatio kunne også gives – frem for end en triumf – når der var formildende omstændigheder, såsom da Marcus Marcellus fik en ovatio i stedet for en triumf, da hans hær forblev på Sicilien og derfor ikke var i stand til at krydse pomerium.
Generalen – der havde fået tildelt en ovatio – kom ikke ind i byen på en biga (en vogn trukket af to hvide heste), som generaler, der fejrede triumfer, men red i stedet på en hest i en magistrats toga praetexta.
Den ærede general bar også en krans af myrte (hellig for Venus) på panden i stedet for den triumferende laurbærkrans. Det romerske Senat gik ikke forud for generalen, og soldater deltog normalt heller ikke i processionen.
Den måske mest berømte ovatio i historien er den, som Marcus Licinius Crassus fejrede efter sin sejr under den Tredje Slavekrig.

## Modtagere af enovatio

### Romerske Republik
Man kender 23 modtagere af en ovatio under den Romerske Republik.
- 503 f.Kr. – Publius Postumius Tubertus (over sabinere)
- 487 f.Kr. – Gajus Aquillius Tuscus
- 474 f.Kr. – Gnæus Manlius Vulso
- 462 f.Kr. – T. Veturius Geminus Cicurinus[6]
- 421 f.Kr. – Cn. Fabius Vibulanus
- 410 f.Kr. – C. Valerius Potitus Volusus
- 390 f.Kr. – Marcus Manlius Capitolinus
- 360 f.Kr. – Marcus Fabius Ambustus[6]
- 290 or 289 f.Kr. – M. Curius Dentatus
- 211 f.Kr. – M. Claudius Marcellus
- 207 f.Kr. – Gajus Claudius Nero
- 200 f.Kr. – Lucius Cornelius Lentulus
- 196 f.Kr. – Cn. Cornelius Blasius[6]
- 195 f.Kr. – M. Helvius[6]
- 191 f.Kr. – Marcus Fulvius Nobilior[6]
- 185 f.Kr. – L. Manlius Acidinus Fulvianus
- 182 f.Kr. – A. Terentius Varro
- 174 f.Kr. – Ap. Claudius Centho[6]
- 132 f.Kr. – M. Perperna
- 99 f.Kr. – M. Aquilius[7]
- 71 f.Kr. – M. Licinius Crassus
- 44 f.Kr. – Julius Caesar[6]
- 40 f.Kr. – Augustus[6]
- 40 f.Kr. – Marcus Antonius[6]
- 36 f.Kr. – Augustus[6]

### Principat
- 11 f.Kr. – Nero Claudius Drusus[8]
- 9 f.Kr. (godkendt i 11 f.Kr.) – Tiberius[9]
- 20 – Drusus Julius Cæsar[10]
- 40 – Caligula[11]
- 47 – Aulus Plautius[12]
- 55 – Nero[13]
- 93 – Domitian[14]